# حصار الحسكة والقامشلي
كان حصار القامشلي والحسكة حصارًا فرضتهُ قوات الأسايش التابعة للإدارة الذاتية لشمال وشرق سوريا على مناطق سيطرة الحكومة السورية البعثية في مدينتي القامشلي والحسكة. جاء الحصار رداً على الحصار الحكومي للمناطق الواقعة تحت سيطرة قوات سوريا الديمقراطية في محافظة حلب، والتي تسمّيها «الإدارة الذاتية» بمناطق الشهباء، وشملَ ذلك الحصار مخيمات النازحين، وأدى لتقييد الحركة والإمدادات في حيّي الشيخ مقصود والأشرفية في حلب اللذان تسيطر عليهما وحدات حماية الشعب الكردية.
تمركز الحصار بشكل أساسي في المربع الأمني بمدينة الحسكة وحيي حلكو وطيّ في القامشلي، ومنع دخول القوات الموالية للحكومة السورية وكذلك الإمدادات والوقود إلى تلك المناطق. بدأ الحصار في 10 يناير 2021 بعد فشل الجانبين في التوصل إلى اتفاق بشأن مجموعة واسعة من القضايا، بما في ذلك إطلاق سراح سجناء الإدارة الذاتية.

## الأحداث
في 10 يناير/كانون الثاني، بدأت قوات الأسايش في منع وصول الطحين والمواد الغذائية والإمدادات وصهاريج المياه والطلاب والعمال إلى المدينتين. اعتقلت الأسايش 3 ضباط رفيعي المستوى في الجيش السوري في الحسكة، مطالبةً حكومة دمشق بالإفراج عن 450 سجيناً يتبعون الإدارة الذاتية، وبانسحاب قوات الجيش العربي السوري من مناطق سيطرتها في المدينتين، وبتوفير ضمانات اجتماعية لتوفير الخدمات الطبية والتعليم.
في 23 يناير اندلعت اشتباكات بين الجانبين أسفرت عن إصابة 6 من القوات الموالية للحكومة. زعمت قوات الدفاع الوطني أن إحدى نقاط التفتيش التابعة لها قد تعرضت للهجوم، بينما زعمت الأسايش أن قوات الدفاع الوطني هاجمت إحدى نقاط التفتيش التابعة لها. استؤنفت الاشتباكات في تلك الليلة مما أدى إلى وقوع إصابات، حيث ادعى نشطاء مقتل جندي من قوات الدفاع الوطني.
في 31 يناير، فتحت الأسايش النار على وقفة احتجاجية موالية للحكومة في الحسكة منددة بالحصار، مما أسفر عن مقتل شرطي وإصابة شرطي آخر وستة مدنيين.
في 2 فبراير/شباط توصلت القوات الحكومية والأسايش إلى اتفاق. رُفعَ الحصار عن الأحياء التي تسيطر عليها الحكومة في القامشلي والحسكة، وبدأ الجانبان في صياغة صفقة لإنهاء الحصار الحكومي على مناطق سيطرة قوات سوريا الديمقراطية في مدينة حلب وريفها.